# Городок (Прилісненська сільська громада)
Городо́к — село в Україні, у Прилісненській сільській громаді Камінь-Каширського району Волинської області. Населення становить 1086 осіб.
Неподалік від села розташований зоологічний заказник «Рись».

## Історія
До 26 липня 2016 року — адміністративний центр Городоцької сільської ради Маневицького району Волинської області.

## Люди
- Ремінський Сергій Сергійович (1980—2022) — солдат Збройних Сил України, учасник російсько-української війни, що загинув у ході російського вторгнення в Україну в 2022 році на Донеччині.
- Шилак Михайло Володимирович (1974—2022) — солдат Збройних Сил України, учасник російсько-української війни, що загинув у ході російського вторгнення в Україну 4 жовтня 2022 року у Донецькій області.
- Веремчук Анатолій Миколайович (1968—2023) — солдат Збройних Сил України, учасник російсько-української війни, помер 25 листопада 2023 року на Сході України.

## Населення
Згідно з переписом УРСР 1989 року чисельність наявного населення села становила 1118 осіб, з яких 524 чоловіки та 594 жінки.
За переписом населення України 2001 року в селі мешкала 1081 особа.

### Мова
Розподіл населення за рідною мовою за даними перепису 2001 року:
| Мова       | Відсоток |
| ---------- | -------- |
| українська | 99,72 %  |
| російська  | 0,28 %   |